# Goulmira Daouletova
Gulmira Dauletova (en kazakh : Гүлмира Дәулетова ; née le 13 avril 1988 à Kazygurt, au Kazakhstan) est une joueuse d'échecs kazakhe.

## Palmarès individuel
Gulmira Dauletova apprend à jouer aux échecs à l'âge de quatre ans. Comme il n'y a pas de club d'échecs dans le village de Kizigurtta, où elle passe son enfance, elle ne commence à participer à des tournois d'échecs qu'à l'âge de douze ans. En 2001, âgée de 13 ans, Gulmira Dauletova remporte le championnat Ouzbékistan d'échecs des jeunes. En 2006, remporte le championnat d'Asie d'échecs de la jeunesse dans la catégorie des filles de moins de 18 ans. En 2019, elle remporte la médaille d'argent au championnat du Kazakhstan d'échecs féminin, derrière Nakhbayeva Guliskhan.

## Parcours avec l'équipe nationale du Kazakhstan

### Parcours lors des olympiades d'échecs féminins
Gulmira Dauletova représente le Kazakhstan lors des Olympiades d'échecs féminines :
- en 2006, au troisième échiquier lors de la 37e Olympiade d'échecs qui se déroule à Turin, en Italie (6 victoires (+6), 2 matchs nuls (=2), 5 défaites (-5)),
- en 2008, au premier échiquier lors de la 38e Olympiade d'échecs qui se déroule à Dresde, en Allemagne (+2, = 3, -5),
- en 2010, au premier échiquier lors de la 39e Olympiade d'échecs qui se déroule à Khanty-Mansïisk, en Russie (+6, = 1, -3),
- en 2012, au troisième échiquier lors de la 40e Olympiade d'échecs qui se déroule à Istanbul, en Turquie (+5, = 0, -5),
- en 2014, au échiquier de réserve lors de la 41e Olympiade d'échecs qui se déroule à Tromso, en Norvège (+6, = 2, -0) et remporte la médaille de bronze individuelle,
- en 2016, au deuxième échiquier lors de la 42e Olympiade d'échecs qui se déroule à Bakou, en Azerbaïdjan (+4, = 4, -2)[4],
- en 2018, au quatrième échiquier lors de la 43e Olympiade d'échecs qui se déroule à Batoumi, en Géorgie (+5, = 0, -3)[5].

### Parcours lors du championnat du monde d'échecs par équipes féminin
Gulmira Dauletova représente le Kazakhstan lors du championnat du monde d'échecs par équipes féminin :
- en 2013, au deuxième échiquier lors du 4e Championnat du monde d'échecs par équipe féminin à Astana, au Kazakhstan (+1, = 4, -2),
- en 2015, au quatrième échiquier du 5e Championnat du monde d'échecs par équipe féminin à Chengdu, en Chine (+3, = 4, -1),
- en 2019, au échiquier de réserve du 7e Championnat du monde d'échecs par équipe féminin à Astana, au Kazakhstan  (+1, = 3, -1)[7].

### Parcours lors du championnat d'Asie d'échecs par équipes féminin
Gulmira Dauletova représente le Kazakhstan lors de diverses éditions du championnat d'Asie d'échecs par équipes féminin :
- en 2012, au deuxième échiquier lors du 7e championnat d'Asie d'échecs par équipes féminin qui se déroule à Zaozhuang, en Chine (+2, = 3, -4),
- en 2014, alors du 8e championnat d'Asie d'échecs par équipes féminin qui se déroule à Tabriz,en Iran (+1, = 2, -1) et a remporté la médaille de bronze individuelle,
- en 2016, lors du 9e championnat d'Asie d'échecs par équipes féminin qui se déroule à Abou Dabi, aux Emirats Arabes Unis (+4, = 2, -2) et remporte la médaille de bronze par équipe et celle d'argent en individuel.

### Parcours lors des Jeux asiatiques en salle
Gulmira Dauletova représente le Kazakhstan lors des Jeux asiatiques en salle :
- en 2007, au deuxième échiquier lors des 2e jeux asiatiques en salle qui se déroulent à Macao, en Chine (+4, = 0, -2).

## Titres internationaux
En 2006, elle reçoit le titre de maître FIDE féminin et en 2007, celui de maître international féminin. Treize as plus tard, en 2020, elle devient Grand maître international féminin.